# Osteospermum hispidum
Osteospermum hispidum là một loài thực vật có hoa trong họ Cúc. Loài này được Harv. mô tả khoa học đầu tiên.